# Valeppalm
Die Valeppalm oder Weiße Valeppalm ist eine Alm in den Bayerischen Voralpen. Sie liegt im Gemeindegebiet von Rottach-Egern.
Das Almgebiet befindet sich beim Zusammenfluss von Weißer Valepp und Ankerbach in einer Talmulde. Die Alm war bereits auf der Uraufnahme namentlich erwähnt.
Die Alm wird am einfachsten über einen Fahrweg von Sutten erreicht.